# Agrodiaetus cerulea
Agrodiaetus cerulea är en fjärilsart som beskrevs av Otto Staudinger. Agrodiaetus cerulea ingår i släktet Agrodiaetus och familjen juvelvingar. Inga underarter finns listade i Catalogue of Life.